# Stratification d'un lac
La stratification des lacs est la tendance des lacs à former des couches thermiques séparées et distinctes par temps chaud. Les lacs stratifiés présentent généralement trois couches distinctes : l'épilimnion comprenant la couche chaude supérieure, la thermocline (ou métalimnion), couche intermédiaire qui peut changer de profondeur tout au long de la journée, et l'hypolimnion, plus froid, s'étendant jusqu'au fond du lac.

## Définition
La stratification thermique des lacs est un changement de température à différentes profondeurs dans ceux-ci. Elle est due au changement de densité de l'eau avec la température. L'eau froide est plus dense que l'eau chaude et l'épilimnion est généralement constitué d'eau qui n'est pas aussi dense que l'eau de l'hypolimnion. Cependant, la température de densité maximale pour l'eau douce est de 4 °C. Dans les régions tempérées, où l'eau du lac se réchauffe et se refroidit au fil des saisons, un modèle cyclique de renversement se produit, qui se répète d'année en année lorsque l'eau froide et dense au sommet du lac redescend. Par exemple, dans les lacs dimictiques (en), l'eau du lac se retourne au printemps et à l'automne. Ce processus se produit plus lentement dans les eaux plus profondes et, par conséquent, une barrière thermique peut se former. Si la stratification de l'eau dure pendant de longues périodes, le lac est méromictique.
Dans les lacs peu profonds, la stratification en épilimnion, métalimnion et hypolimnion ne se produit souvent pas, car le vent ou le refroidissement provoquent un mélange régulier tout au long de l'année. Ces lacs sont appelés Lac polymictique (en). Il n'y a pas de profondeur fixe qui sépare les lacs polymictiques et stratifiés, car mis à part la profondeur, la stratification est également influencée par la turbidité, la superficie du lac et le climat.
Le régime de mélange des lacs (par exemple polymictique, dimictique, méromictique) décrit les modèles annuels de stratification des lacs qui se produisent pendant la plus grande partie de l'année. Cependant, des événements à court terme peuvent également influencer la stratification des lacs. Les vagues de chaleur peuvent provoquer des périodes de stratification dans des lacs peu profonds par ailleurs mixtes tandis que des événements mélangés tels que des tempêtes ou des débits importants de rivière peuvent briser la stratification.
L'accumulation de dioxyde de carbone dissous dans trois lacs méromictiques en Afrique (lac Nyos et lac Monoun au Cameroun, lac Kivu au Rwanda ) est potentiellement dangereuse car si l'un de ces lacs entre en éruption limnique, une très grande quantité de dioxyde de carbone peut rapidement quitter le lac et déplacer l'oxygène nécessaire à la vie des personnes et des animaux des environs.

## Déstratification
Dans les latitudes tempérées, de nombreux lacs qui se stratifient pendant les mois d'été, se déstratifient par temps plus frais et venteux, le mélange de la surface par le vent étant un facteur important de ce processus. C'est ce que l'on appelle souvent le « renouvellement d'automne » (autumn turn-over)[réf. nécessaire]. Le mélange de l'hypolimnium dans le plan d'eau mixte du lac fait recirculer les nutriments, en particulier les composés phosphorés, piégés dans l'hypolimnion par temps chaud. Cela pose également un risque de baisse de l'oxygène car un hypolimnion établi depuis longtemps peut être anoxique ou très pauvre en oxygène.
Les régimes de mélange des lacs peuvent changer en réponse à l'augmentation des températures de l'air. Certains lacs dimictiques peuvent se transformer en lacs monomictiques, tandis que certains lacs monomictiques peuvent devenir méromictiques.
De nombreux types d'équipement d'aération ont été utilisés pour déstratifier thermiquement les lacs, en particulier les lacs soumis à une faible teneur en oxygène ou à des proliférations d'algues indésirables. Les gestionnaires des ressources naturelles et de l'environnement sont souvent confrontés aux problèmes causés par la stratification thermique des lacs et des étangs,,. Le dépérissement des poissons (en) a été directement associé aux gradients thermiques, à la stagnation et à la couverture de glace. Une croissance excessive du plancton peut limiter l'utilisation récréative des lacs et l'utilisation commerciale de leur eau. Avec une stratification thermique sévère dans un lac, la qualité de l'eau potable peut également être affectée. Pour les gestionnaires des pêches, la répartition spatiale des poissons dans un lac est souvent affectée par la stratification thermique et, dans certains cas, peut indirectement causer de grandes pertes de poissons, importants pour les loisirs. Un outil couramment utilisé pour réduire la gravité de ces problèmes de gestion des lacs est d'éliminer ou de réduire la stratification thermique par aération. Cette technique a rencontré un certain succès, même si elle s'est rarement révélée être une panacée[réf. nécessaire].

## Influences anthropiques
Chaque lac a un régime de mélange défini qui est influencé par la morphométrie du lac et les conditions environnementales. Cependant, il a été démontré que les influences humaines sous la forme de changement d'utilisation des terres, de réchauffement des températures et de changements dans les régimes météorologiques modifient le moment et l'intensité de la stratification dans les lacs du monde entier. Ces changements peuvent, de plus, modifier la composition des communautés de poissons, de zooplancton et de phytoplancton, en plus de créer des gradients qui modifient la disponibilité de l'oxygène dissous et des nutriments,.
Les changements dans l'utilisation des terres par l'homme influencent de plusieurs façons la stratification des lacs et, par la suite, les conditions de l'eau. L'expansion urbaine a conduit à la construction de routes et de maisons à proximité de lacs auparavant isolés, un facteur qui a finalement entraîné une augmentation du ruissellement et de la pollution. L'ajout de particules dans les plans d'eau peut réduire la clarté de l'eau, ce qui entraîne une stratification thermique plus forte et des températures moyennes globales plus basses de la colonne d'eau, ce qui peut éventuellement affecter le début de la couverture de glace. La qualité de l'eau peut également être influencée par le ruissellement du sel des routes et des trottoirs, qui crée souvent une couche saline benthique, laquelle interfère avec le mélange vertical des eaux de surface. De plus, la couche saline peut empêcher l'oxygène dissous d'atteindre les sédiments de fond, ce qui diminue le recyclage du phosphore et affecte les communautés microbiennes.
À l'échelle mondiale, la hausse des températures et l'évolution des conditions météorologiques peuvent également affecter la stratification des lacs. La hausse des températures de l'air a le même effet sur les plans d'eau que le déplacement physique de l'emplacement géographique, les zones tropicales étant particulièrement sensibles. L'intensité et la portée de l'impact dépendent de l'emplacement et de la morphométrie du lac, mais dans certains cas, elles peuvent être si extrêmes qu'elles nécessitent une reclassification de monomictique (en) à dimictique (en) (Grand lac de l'Ours). À l'échelle mondiale, la stratification des lacs semble être plus stable avec des thermoclines plus profondes et plus abruptes, et la température moyenne du lac comme principal déterminant de la réponse de stratification aux changements de température. De plus, les taux de réchauffement de surface sont d'une ampleur beaucoup plus élevée que les taux de réchauffement du fond, ce qui indique encore une fois une stratification thermique plus forte entre les lacs.
Les changements aux modèles de stratification peuvent également modifier la composition des communautés des écosystèmes lacustres. Dans les lacs peu profonds, les augmentations de température peuvent modifier la communauté de diatomées tandis que dans les lacs profonds, le changement se reflète dans les taxons de la couche de chlorophylle profonde. Les changements dans les schémas de mélange et l'augmentation de la disponibilité des éléments nutritifs peuvent également affecter la composition et l'abondance des espèces de zooplancton, tandis qu'une diminution de la disponibilité des éléments nutritifs peut être préjudiciable aux communautés benthiques et à l'habitat du poisson .

## Vocabulaire
Monomictique (en)Se dit d'un lac ne comportant qu'une période de circulation en saison froide (elle peut durer toute l'année dans les lacs froids) et une période de stratification en saison chaude, la température ne descendant pas dans ce dernier cas au-dessous de 4 °C.
Dimictique (en)Se dit d'un lac dont la circulation des eaux comporte deux périodes distinctes.
Polymictiques (en)Se dit d'un lac dont les périodes de circulation sont trop nombreuses pour permettre la formation d'une stratification stable.
MéromictiqueSe dit d'un lac dont les eaux n'entrent que partiellement en circulation et dont les couches profondes ne sont pas en communication régulière avec les eaux de surface.
HypolimnionEau fraîche située sous la thermocline dans une masse d'eau stratifiée, soustraite aux influences de la surface et dont le gradient thermique est relativement faible.